# Chicago XXXVIII: Born for This Moment
Chicago XXXVIII: Born for This Moment è il ventiseiesimo album in studio del gruppo musicale statunitense Chicago, pubblicato nel 2022.

## Tracce
1. Born for This Moment – 4:50 (Robert Lamm, Jim Peterik)
2. If This Is Goodbye – 3:49 (Christopher Baran, Brandon Lowry, Ben Romans, Joe Thomas)
3. Firecracker – 3:50 (Greg O'Connor, James Pankow)
4. Someone Needed Me the Most – 5:17 (O'Connor, Pankow, Dennis Spiegel)
5. Our New York Time – 4:16 (Lamm, Peterik, Thomas)
6. Safer Harbours – 4:53 (Neil Donell)
7. Crazy Ideas – 3:17 (Lamm, Peterik)
8. Make a Man Outta Me – 4:14 (Keith Howland, Pankow)
9. She's Right – 3:46 (Michael Burns, Lamm, Thomas, Ramon Yslas)
10. The Mermaid (Sereia Do Mar) – 3:34 (Lamm, Marcos Valle)
11. You've Got to Believe – 3:12 (Baran, Romans, Thomas)
12. For the Love – 4:02 (Bruce Gaitsch, Lamm)
13. If This Isn't Love – 4:38 (John Durill, Lee Loughnane)
14. House on the Hill – 3:48 (John Van Eps, Lamm)

## Formazione
- Robert Lamm – tastiera, chitarra, basso, voce, cori
- Lee Loughnane – tromba, chitarra, sintetizzatore, cori
- James Pankow – trombone, tastiera
- Walfredo Reyes Jr. – batteria
- Ray Herrmann – sassofono
- Neil Donell – voce, cori
- Ramon "Ray" Yslas – percussioni
- Loren Gold – piano